# Kinderup
Kinderup eller Kinnerup er en samlet bebyggelse mellem Vodskov og Uggerhalne i kanten af Hammer Bakker i Vendsyssel. Kinderup er, i modsætning af Kinnerup, et autoriseret stednavn for et område med 25-30 husstande, hvoraf ca. halvdelen er boliger og halvdelen er erhverv. 
Af erhverv findes der firmaer som beskæftiger sig med hesteopdræt, skovbrug, landbrug, bilsalg, CNC-styring, glas, metal, elektricitet, autoværksted, traktorværksted og rådgivning.

## Trafik
Kinderup opstod som en bebyggelse langs med og på begge sider af den oprindelige Hovedvej A10. I dag er hovedvejstrafikken ført udenom Kinderup, idet Frederikshavnmotorvejen (E45) er forlagt øst om byen. Den oprindelige hovedvej hedder i dag Vodskovvej og er et stykke af Sekundærrute 180, men fører altså stadig igennem Kinderup.

## Eksterne links
- Autoriserede stednavne i Danmark; Kinderup - 9136 Aalborg

|  | Denne artikel om lokaliteten Kinderup kan blive bedre, hvis der indsættes et (bedre) billede. Du kan hjælpe ved at afsøge Wikimedia Commons for et passende billede eller lægge et op på Wikimedia Commons med en af de tilladte licenser og indsætte det i artiklen. |

57°7′40″N 10°4′12″Ø / 57.12778°N 10.07000°Ø